# 중샨 기지

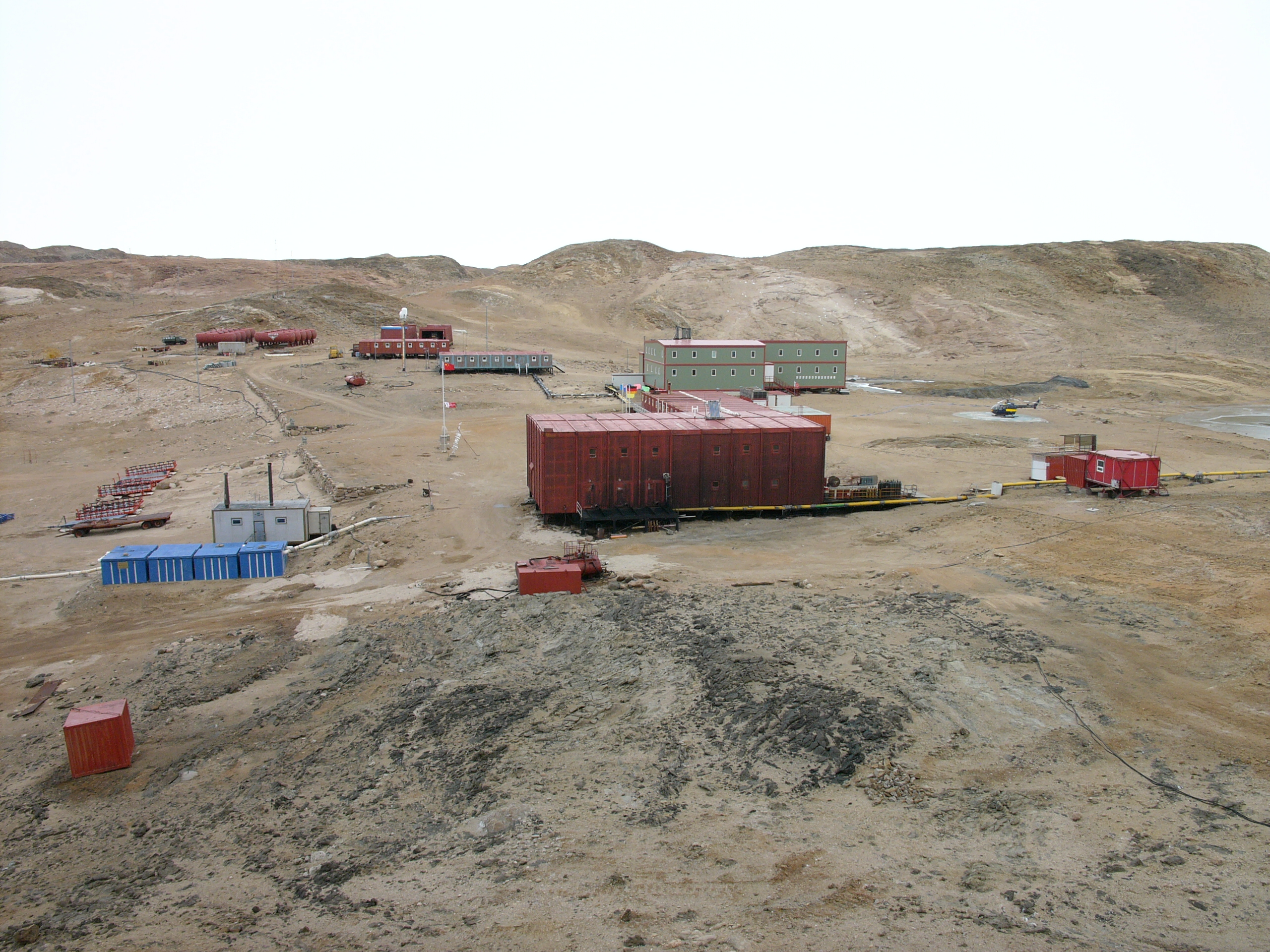
2007년 모습

중샨 기지(중국어: 中山站, 병음: Zhōngshān Zhàn, 영어: Zhongshan Station)는 중화인민공화국의 두 번째 남극 연구 기지로 1989년 2월 26일에 개통되었다.

## 개요
중샨 기지는 1912년 중화민국 임시정부 초대 총통을 지낸 쑨원의 이름을 따서 명명되었다. 중국 극지연구소(PRIC)가 관리한다. 남극 동부의 프리즈 베이(Prydz Bay) 옆 라르세만 힐스(Larsemann Hills)에 위치하고 있으며 러시아 프로그레스 II 기지 및 루마니아 로-라코비샤-네고이샤(Law-Racovişă-Negoiśă) 기지 근처에 있다.
이 기지는 하계 인력 60명과 월동 인력 25명을 수용할 수 있다. 이곳은 해양, 빙하, 지질학, 대기 과학 연구와 돔 A의 쿤룬 기지 등 내륙 탐험을 위한 기지이다. 매년 지원 선박 쉐룽의 도착을 통해 공급된다. 이 기지에는 중국항천과공집단이 건설한 지상국도 있다.

## 같이 보기
- 남극 기지